# Codo (község)
Codo egy község Spanyolországban,  Zaragoza tartományban. Codo Belchite községgel határos. Lakosainak száma 201 fő (2024).

## Népesség
A település népessége az utóbbi években az alábbiak szerint változott:
| Lakosok száma | 275  | 228  | 227  | 212  | 205  | 204  | 191  | 201  | 208  | 201  |
|               | 2001 | 2004 | 2007 | 2009 | 2012 | 2014 | 2017 | 2019 | 2022 | 2024 |